# Microcythere monstruosa
Microcythere monstruosa är en kräftdjursart som beskrevs av Elofson 1944. Microcythere monstruosa ingår i släktet Microcythere, och familjen Microcytheridae. Arten är reproducerande i Sverige.